# Epigynopteryx aurantiaca
Epigynopteryx aurantiaca là một loài bướm đêm trong họ Geometridae.